# سو أوستين
سو أوستين (بالإنجليزية: Sue Austin)‏ هي فنانة بريطانية، ولدت في 7 سبتمبر 1965 في برمنغهام في المملكة المتحدة.